# First Division (Malta) 1931/32
Die First Division 1931/32 war die 21. Spielzeit in der Geschichte der höchsten maltesischen Fußballliga. Meister wurde zum zweiten Mal Valletta United.

## Vereine
Im Vergleich zur Vorsaison verzichtete Meister FC Floriana auf eine Teilnahme. Die Sliema Hotspurs nahmen erstmals teil.

## Modus
Die Saison wurde in einer einfachen Runde ausgetragen. Für einen Sieg gab es zwei Punkte, für ein Unentschieden einen und für eine Niederlage keinen Punkt. Bei Punktgleichheit wurde um die Meisterschaft ein Entscheidungsspiel ausgetragen.

## Abschlusstabelle
| Pl. | Verein              | Sp. | S | U | N | Tore    | Quote | Punkte |
| --- | ------------------- | --- | - | - | - | ------- | ----- | ------ |
| 1.  | Valletta United     | 3   | 2 | 1 | 0 | 006:100 | 6,00  | 05:10  |
| 2.  | Sliema Wanderers    | 3   | 2 | 0 | 1 | 013:300 | 4,33  | 04:20  |
| 3.  | Sliema Hotspurs (N) | 3   | 1 | 0 | 2 | 004:110 | 0,36  | 02:40  |
| 4.  | Ħamrun Spartans     | 3   | 0 | 1 | 2 | 002:100 | 0,20  | 01:50  |

Platzierungskriterien: 1. Punkte – 2. Torquotient
| Zum Saisonende 1931/32:                       |                                |
| Maltesischer Meister 1931/32: Valletta United |                                |
|                                               |                                |
| Zum Saisonende 1930/31:                       |                                |
| (N)                                           | Neuaufsteiger: Sliema Hotspurs |

## Kreuztabelle
| 1931/32          | VUN | Sliema Wanderers | HOT | ĦAM |
| ---------------- | --- | ---------------- | --- | --- |
| Valletta United  |     | 2:1              | 4:0 | 0:0 |
| Sliema Wanderers | –   |                  | 7:0 | 6:1 |
| Sliema Hotspurs  | –   | –                |     | 4:1 |
| Ħamrun Spartans  | –   | –                | –   |     |